# Kopčić
Kopčić (en cyrillique : Копчић) est un village de Bosnie-Herzégovine. Il est situé dans la municipalité de Bugojno, dans le canton de Bosnie centrale et dans la fédération de Bosnie-et-Herzégovine. Selon les premiers résultats du recensement bosnien de 2013, il compte 671 habitants.

## Histoire
Dans le village se trouve le turbe des familles Malkoč et Skenderpašić, qui remonte sans doute au XVIe siècle ; avec le cimetière ottoman du village, il est inscrit sur la liste des monuments nationaux de Bosnie-Herzégovine.

## Démographie

### Évolution historique de la population
| 1948 | 1953 | 1961 | 1971 | 1981 | 1991  | 2013 |
| ---- | ---- | ---- | ---- | ---- | ----- | ---- |
| -    | -    | 693  | 649  | 999  | 1 163 | 671  |

|  |

### Communauté locale
En 1991, la communauté locale de Kopčić comptait 1 204 habitants, répartis de la manière suivante :